# Funkturm Wien-Arsenal

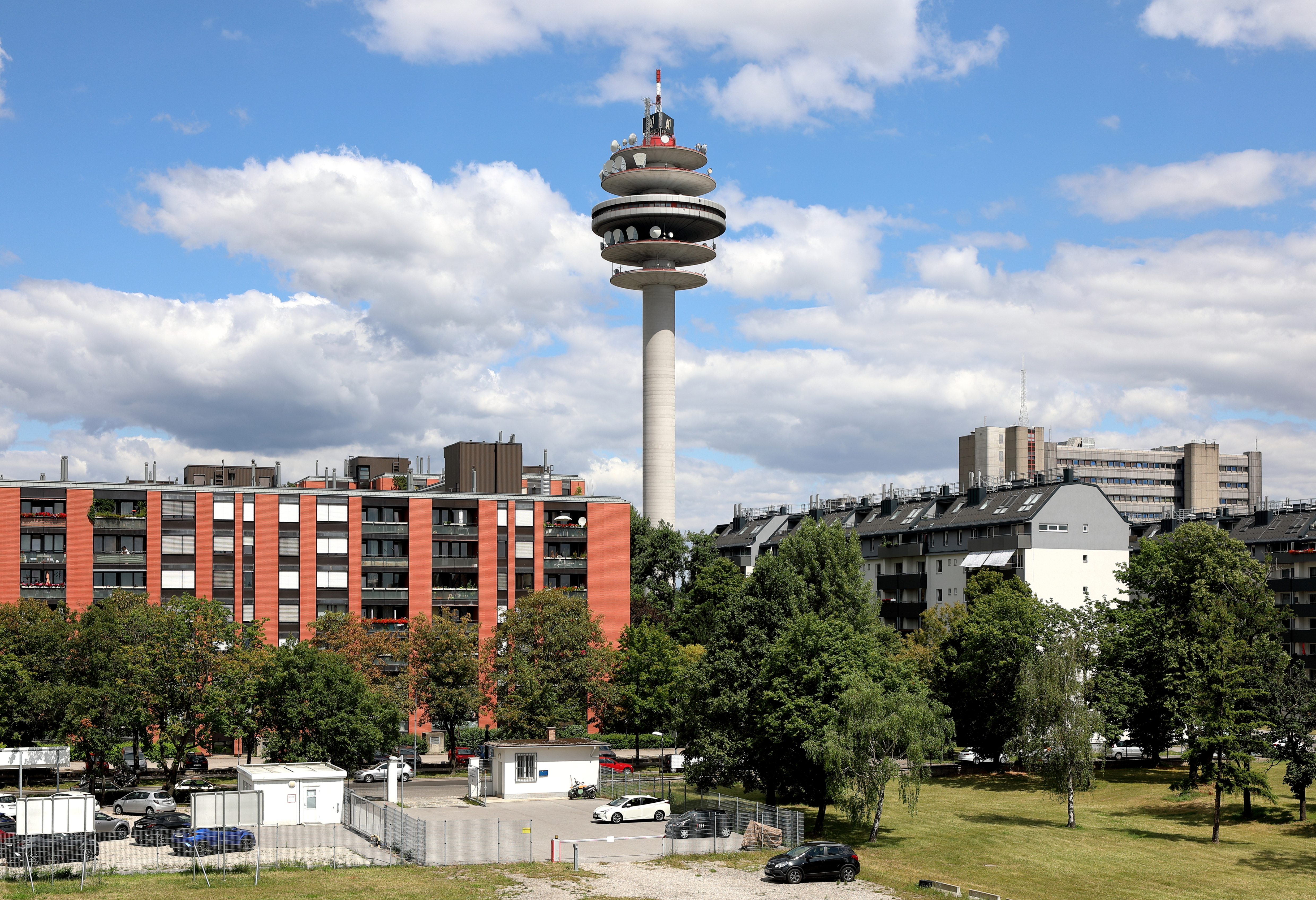
Südsüdostansicht des Richtfunkturmes

Der 1975 fertiggestellte Funkturm Wien-Arsenal der A1 Telekom Austria (auch als Arsenalturm, Fernmeldeturm Wien-Arsenal, Richtfunkturm Arsenal, abgekürzt RiFu Arsenal, Postturm oder einfach Alfred bekannt) ist ein 155 Meter hoher freistehender Turm mit einem Stahlbetonschaft im 3. Wiener Gemeindebezirk nach den Plänen des Architekten Max Agnese (Büro Kurt Eckel) und ein weithin sichtbares markantes Bauwerk im Süden von Wien. Der Sockel weist eine Seehöhe von 201 m ü. A. auf.

## Standort
Schon im September 1962 wurde der Rohbau des Fernmeldeverwaltungsgebäudes auf dem Gelände des historischen Militärkomplexes Arsenal fertiggestellt und etwas später vom Fernmeldetechnischen Zentralamt (FZA) und von der Fernmelde-Zentralbauleitung (FZB) der Post- und Telegraphendirektion Wien bezogen.
Am 15. Oktober 1973 erfolgte auf einem Grundstück zwischen dem Fernmeldetechnischen Zentralamt und den Bundestheater-Werkstätten, welches bis dahin als Lagerplatz für Kabeltrommeln diente, der Spatenstich für das neue Fernmeldezentralgebäude (FZG). Die sechs Bauteile des neuen Fernmeldezentrums des 1958 gegründeten Fernmeldebetriebsamt Wiens mit dem Richtfunkturm als Blickfang wurden am 8. September 1978 offiziell eröffnet. Es beherbergte bei der Eröffnung das neue Hauptbereichsamt Arsenal, eine Auslandsvermittlungsstelle, ein Ortsamt, Bildschirmtext (BTX) und eine Postgarage und Postautowerkstätte. 1979 wurde dort das erste vollelektronische, rechnergesteuerte Fernschreib- und Daten-Vermittlungsamt (EDS) in Betrieb genommen. Am 3. November 1981 wurde von hier zum Wählamt Meidling das erste Glasfaserkabel Österreichs (2 × 4 Fasern) in Betrieb genommen.
Heute heißt die Einrichtung der A1 Telekom Austria Technologiezentrum Arsenal und ist das Herzstück der Infrastruktur der A1 Telekom Austria. Hier befindet sich das Network Management Center (NMC) zur Kontrolle und Steuerung des gesamten Netzes, in dem die Mitarbeiter in fünf Schichtdiensten arbeiten. Außerdem befindet sich hier das größte Datencenter von A1 für Serverbereitstellung oder externe Server, die Zentrale für AonAlarmServices, Telematik und Objektvideoüberwachung, und die Multimedia-Plattform zur Datenaufbereitung und -Speicherung (Video on Demand) für den Kabelfernsehdienst A1 Kabel TV. Zusätzlich betreibt A1 mit einer eigenen Mannschaft zahlreiche technische Einrichtungen für ihr Mobilfunk-Netz, darunter zentrale Teile wie Base Station Controller und Home Location Register. 50 % ihres Datendurchsatzes von Ende 2008 maximal 2 Gigabit/Sekunde wird hier abgewickelt.
Anlässlich seiner Errichtung wurde von Kritikern seine Sichtbarkeit vom Schwarzenbergplatz aus als Beeinträchtigung des Stadtbildes beanstandet. Der Funkturm ist für die Öffentlichkeit im Unterschied zum Donauturm nicht zugänglich.

## Turmbau und Konstruktion
Mit dem Aushub des Fundaments und der Betonierung wurde im Februar 1974 begonnen. Der runde und über die ganze Länge gleichförmige Schaft wurde in Gleitbauweise hergestellt. Die vier Antennenplattformen aus Beton und die dazwischenliegende Stahlkonstruktion des Betriebsgeschoßes wurden jeweils am Boden betoniert oder montiert und anschließend mit 12 hydraulischen Hebern mit einer Geschwindigkeit von 9,4 Meter pro 24 Stunden an den passenden Platz gehoben.
Der Schaft hat einen Außendurchmesser von 8,4 m. Die Wandstärke nimmt an der Innenseite nach oben hin stufenförmig ab (0–32 m: 70 cm; 32–69,5 m: 50 cm; 69,5–136,5 m: 35 cm). Der Stahlbetonschaft wird durch eine 1,50 bis 1,85 m dicke Betonplatte abgeschlossen, welche den 18,4 m hohen Stahlmast trägt. Die Plattformen befinden sich bei 100, 106, 124 und 131 Metern, das Betriebsgeschoß bei 114 Meter. Bis zum Betriebsgeschoß führen 607 Stufen, zur obersten Plattform sind es knapp 900. Der eingebaute Lift braucht bis zum Betriebsgeschoß 70 Sekunden. Dort befinden sich die technischen Einrichtungen für die Antennen und der Arbeitsplatz des Richtfunkdienstes.

## Funktion
Der Turm ist ein Knotenpunkt des österreichischen Richtfunknetzes. Er ist Endpunkt der drei Hauptstrecken (West: Wien-Linz-Salzburg-Innsbruck-Bregenz, Süd: Wien-Graz-Klagenfurt, ab 1981 Mitte: Wien-Hochkar-Roßbrand-Innsbruck-Bregenz). Bis 2001 liefen alle Radio- und Fernsehprogramme des ORF analog vom ORF-Zentrum Küniglberg zu den einzelnen Sendern über den Richtfunkturm Arsenal. Heute werden fast nur noch digitale Datenverbindungen abgewickelt. Auf den vier Antennenplattformen befinden sich Ende 2008 75 Richtfunkantennen, welche jeweils zu einer in Sichtweite befindlichen Gegenstelle senden bzw. empfangen. Neben den drei Hauptstrecken gehen die Hauptsenderichtungen zum Küniglberg und zum Sender Kahlenberg. Die Hauptrelationen werden mit mehreren Kanälen gleichzeitig bedient und insgesamt sind Ende 2008 über 120 Funkkanäle aktiv.
Seit 1998 sendet der private Radiosender Energy 104,2 mit 1 Kilowatt aus 145 Meter Höhe. Seit September 2006 strahlt die Österreichische Rundfunksender GmbH ihr DVB-T Signal von MUX A (Kanal 24, Umstellungsprovisorium auf Kanal 65) im Gleichwellennetz (SFN) mit den Sendern Kahlenberg, Himmelhof und anderen ab. Seit Oktober 2007 ist MUX B (Kanal 34) aktiv, der nur mit Kahlenberg und Himmelhof im Gleichwellennetz sendet.